# Rozíta Sókou
Rozíta (Zoí, María) Sókou, en grec moderne : Ροζίτα (Ζωή Μαρία) Σώκου, (1923 - 2021) est une journaliste, écrivaine, dramaturge et traductrice grecque. Elle a été l'une des premières femmes journalistes en Grèce et a commencé sa carrière comme critique de cinéma en 1946. Elle s'installe à Rome, en Italie, après avoir épousé un journaliste et auteur italien, Manlio Maradei. Ayant des difficultés à s'adapter à la vie et à la carrière en Italie, elle revient en Grèce avec sa fille pour reprendre son travail. De 1977 à 1983, elle devient une célébrité en faisant partie d'un panel dans l'émission télévisée Na I Efkeria. En 1992-1993, elle anime sa propre émission de télévision sur New Channel, intitulée Visiteurs de nuit. Elle traduit des ouvrages pour de nombreux auteurs. Elle est également très impliquée dans le théâtre et a écrit des pièces, des adaptations et autres. Elle a également écrit des livres et a reçu des prix du gouvernement français et de la Grèce pour son journalisme grec.